# 山県市自主運行バス

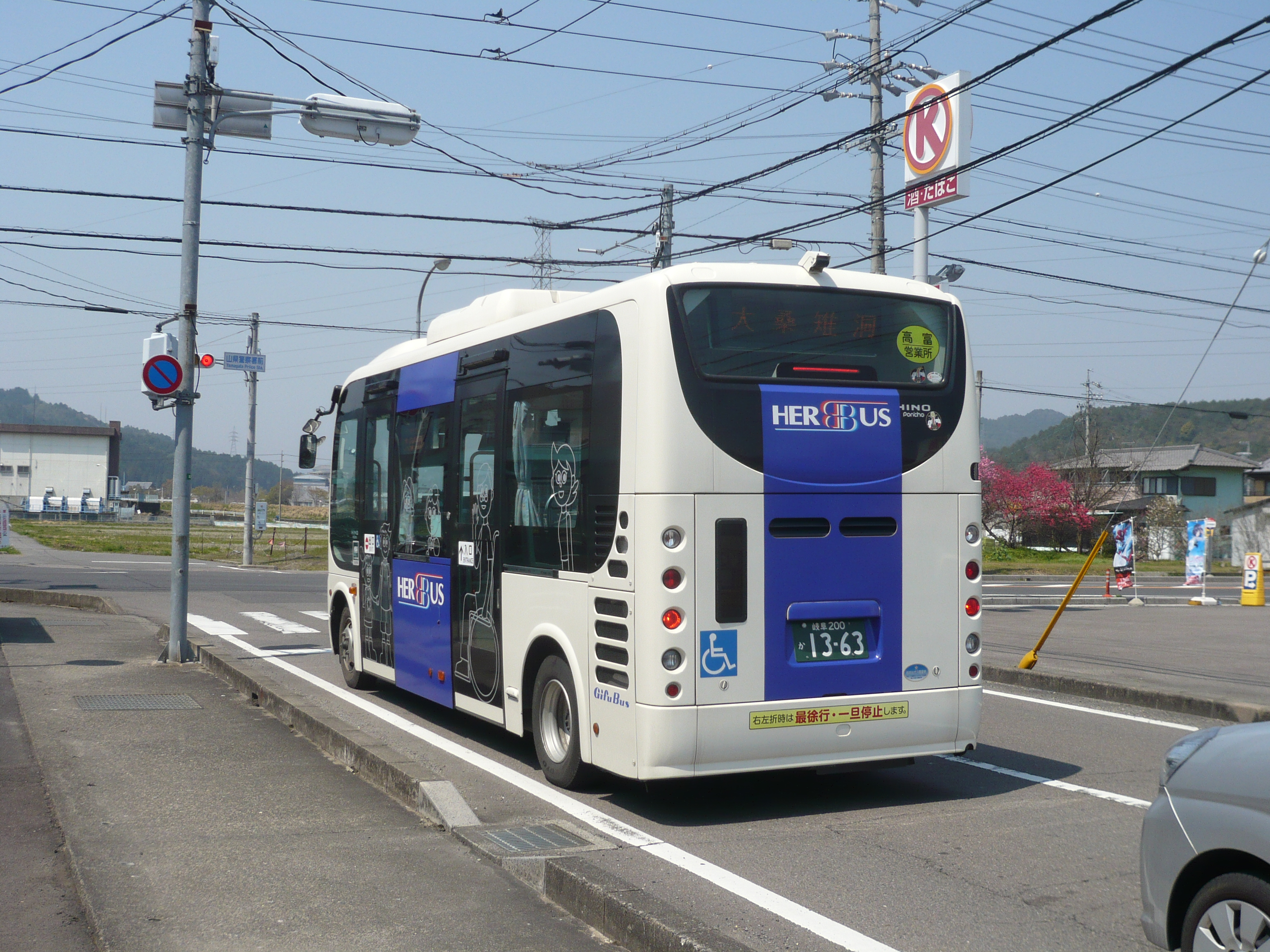
ハーバス（山県警察署前で撮影）

山県市自主運行バス（やまがたしじしゅうんこうバス）は、岐阜県山県市のコミュニティバスである。

## 概要
岐阜バスが運行する一般路線のうち山県市内を運行する区間をコミュニティバス化しているものと、「ハーバス」という名前で独自に運行されているもの、さらに岐阜バスとは別の団体が運行しているものの3種類が存在する。
。
ハーバスの名称は同市内の四国山香りの森公園の「ハーブ」と「バス」の造語である

## 歴史
- 1997年（平成9年）4月1日：山県郡高富町がハーバス運行開始。大桑線と梅原線の2系統。運賃は200円均一。
- 1999年（平成11年）4月1日：赤尾線（高富町役場－岐北病院－尾右中洞－赤尾）を新設。
- 2000年（平成12年）10月1日：梅原線・赤尾線の経路を変更。
- 2003年（平成15年）4月1日：山県郡高富町・美山町・伊自良村が合併して山県市が発足、ハーバスは山県市に引き継がれる。
  - 梅原線を延長して伊自良線と改称。赤尾線を廃止。
  - 岐阜バス岐北線・板取線のうち山県市内の区間を山県市自主運行バスの区間とする。
  - 運賃をゾーン制に変更。
- 2008年（平成20年）8月1日：平井坂トンネル開通に伴い循環線（西回り・東回り：山県市役所－伊自良支所－谷合－美山中学校－山県市役所）を新設。
- 2009年（平成21年）11月1日：循環線の経路を谷合発着に変更。岐阜バス岐北線の乾系統（谷合－みやまジョイフル倶楽部前－出戸－米野）をハーバス乾線に転換。
- 2012年（平成24年）9月30日：循環線を廃止。
- 2013年（平成25年）10月1日：山県市公共交通総合連携計画に基づき、山県市内の地区自治会連合会が主催した地域バス調整会議の結果を受けて大幅なダイヤ改正を実施。
- 2015年（平成27年）10月1日：ハーバス乾線を乾乗合タクシー（運行主体：高富タクシー）に転換して運行休止[1]。
- 2016年（平成28年）10月1日：平成27年10月1日から休止していたハーバス乾線を、道路運送法施行規則第15条の4第3号の規定に基づいて廃止。
- 2021年（令和3年）6月1日：山県バスターミナルの開設に伴い、運行系統の再編を実施。
- 2021年（令和3年）11月30日：この日をもって、ayucaのポイント付与サービスが終了した(但し、すでに貯まっているポイントは12月以降も使用可能)。

## ルート

### 山県市自主運行バス
岐阜バスの路線である岐北線・板取線のうち、山県市内の区間が山県市自主運行バスとして扱われている。両路線とも神崎系統以外は全便が岐阜市内に直通して名鉄岐阜駅・JR岐阜駅前へ乗り入れ、さらに岐阜県庁方面まで運行される便もある。どの路線とも、旧盆・年末年始の時期は休日ダイヤでの運行となる。
岐北線
森屋（G30） - 市民病院前 - 千手堂 - JR岐阜（N） - 名鉄岐阜 - 柳ヶ瀬 - 市役所・メディアコスモス - 長良橋 - 下岩崎 - 三田洞 - 岐北厚生病院 - 高富 - 山県バスターミナル - 焼橋 - 岩佐 - 美山中学校 - 佐野 - 徳永口 - 谷合（N85） - 奥峠 - 塩後（N86）
森屋（G30） - 市民病院前 - 千手堂 - JR岐阜（N） - 名鉄岐阜 - 柳ヶ瀬 - 市役所・メディアコスモス - 長良橋 - 三田洞 - 岐北厚生病院 - 高富 - 山県バスターミナル - 焼橋 - 岩佐 - 樫瀬 - 山県高校（N82）
谷合 → 徳永口 → 佐野 → 美山中学校 → 岩佐 → 焼橋 → 山県バスターミナル → 高富 → 岐北厚生病院 → 三田洞 → 下岩崎 → 長良橋 → 市役所・鶯谷高校口 → 柳ヶ瀬 → 名鉄岐阜 → JR岐阜 → 朝日大学病院→ 加納新本町 → JA会館 → 県庁 → OKBふれあい会館（W32）
- 岐北厚生病院以北が山県市自主運行バスの運行区間に該当する。
- 2021年6月のダイヤ改正に伴い朝夕のみの運行となり、平日の昼間時間帯は美山地域デマンド交通（後述）によって運行されることとなった。

岐北線神崎系統
谷合 - 片狩 - 下日原 - 北山交流センター - （禰宜屋橋） - 神崎
- 岐北線神崎系統は運行道路が非常に狭隘なため、小型車で運行されている。また、北山交流センター - 神崎間は毎年12月1日～翌年3月31日までは冬期間の降雪対策としてルート上に急坂のある禰宜屋橋停留所を通らずに運行され、神崎終点の位置も冬期間とそれ以外で異なる。
- 2021年6月から神崎山県BT線が新設されたのに伴い、土日祝日のみの運行となっている。

岐阜板取線
JR岐阜（N） - 名鉄岐阜 - 柳ヶ瀬 - 市役所・鶯谷高校口 - 長良橋 - 下岩崎 - 三田洞 - 岐北厚生病院 - 高富 - 山県バスターミナル - 十王 - 岩佐 - 樫瀬 - 出戸 - ほらどキウイプラザ（N83）
- 岐阜板取線は岐北厚生病院－出戸間のみが山県市自主運行バスの運行区間に該当する。[3]

### 山県市ハーバス
伊自良・大桑線
大桑雉洞 - 四国山香りの森公園口 - 六反 - （幸報苑） - 大桑市洞 - 六反 - 焼橋 - 山県バスターミナル - 高富 - （平和堂高富店） - 岐北厚生病院 - 山県市役所 - イオンビッグ岐阜山県店 - 梅原小学校 - 東光寺口 - 旧伊自良支所 - （山県グリーンポート・山県グリーンビレッジ） - 平井公民館 - 伊自良湖口
- 日・祝日及び12月31日から1月3日までの間は運休する。
- 幸報苑、平和堂高富店、山県グリーンポート・山県グリーンビレッジは、それぞれ一部の便が立ち寄る。
- 伊自良方面と大桑方面を直通し、全区間運行する便と、直通しない便が存在する。直通しない便の場合、大桑方面は山県市役所発着、伊自良方面は山県バスターミナル発着となる。

岐大病院線
岐阜大学病院 - JAぎふふれあいプラザ方県 - 岩利 - 東光寺口 - 梅原小学校 - 山県市役所 - イオンビッグ岐阜山県店 - 平和堂高富店 - 高富 - 山県バスターミナル
- 土・休日及び12月31日から1月3日までの間は運休する。

## 運賃
- 初乗り100円・上限を300円とするゾーン制運賃を採用している。
- 100円券11枚綴りの山県市回数券を市役所会計課・岐阜バス高富営業所・バス車内で販売している[4]。

## 車両
山県市自主運行バスは岐阜バスの通常車両と同じ大型車・小型車で運行されている。ハーバスは白と青の専用カラーに塗られた日野・ポンチョを使用するが、車両整備などの都合で岐阜バス塗装の小型車両が代走で運用に充てられることもある。